# 約瑟夫·巴赫曼
約瑟夫·厄文·巴赫曼（德語：Josef Erwin Bachmann，1944年10月12日—1970年2月24日）是出生於福格特兰地区赖兴巴赫、曾於1968年4月11日行兇開槍攻擊德國學運領袖魯迪·杜契克的德國人。

## 生平

### 攻擊行動
在攻擊杜契克前，巴赫曼從未見過杜契克，之後巴赫曼透過戶證登記處得知杜契克的住址、並在住所附近等候。
當時杜契克在從藥局為兒子領藥、騎著單車回來住所時，巴赫曼便上前詢問他是否為杜契克本人；在確認之後巴赫曼便對杜契克罵著「你這骯髒的共產豬」（dreckiges Kommunistenschwein）並朝他臉部開槍。
對杜契克開槍後，巴赫曼逃到一間酒窖裡打算服用大量安眠藥自殺，但知曉事件後的警方立刻前去搜尋拘捕巴赫曼。在拘捕前巴赫曼有向警方開槍攻擊，被警方抓住後則帶去醫院處理他服用大量安眠藥會對身體所帶來的影響。遭巴赫曼開槍受傷的杜契克事後被緊急救回而未喪命。
巴赫曼被逮捕時身上有搜出由施普林格集團發行的《圖片報》，該報章是站在反對學運、批評杜契克的立場。而有傳言他是受《圖片報》的鼓舞而決定槍害杜契克。

### 自殺
巴赫曼在行兇後被判予七年有期徒刑，不過在服刑期間的1970年2月24日，巴赫曼用塑膠袋罩住頭部；以窒息的方式自殺結束生命。

## 引用文化
以德國1970年代期間動盪不安社會為主題的電影《巴德麥恩霍夫二人組》中，有出現巴赫曼槍殺杜契克的橋段，飾演巴赫曼由湯姆·希林擔任。